# Parachtes siculus
Parachtes siculus is een spinnensoort in de taxonomische indeling van de celspinnen (Dysderidae).
Het dier behoort tot het geslacht Parachtes. De wetenschappelijke naam van de soort werd voor het eerst geldig gepubliceerd in 1949 door Caporiacco.